# Cyclocross Zonhoven 2015
De 20e editie van de Cyclocross Zonhoven werd gehouden op 25 oktober 2015 in Zonhoven. De wedstrijd maakte deel uit van de Superprestige veldrijden 2015-2016. Ook in deze Superprestige-manche kwam de Belg Wout van Aert solo aan de streep en bleef leider in het Superprestige-klassement.

## Mannen elite

### Uitslag
| Plaats  | Naam               | Ploeg                         | Tijd    |
| ------- | ------------------ | ----------------------------- | ------- |
| Winnaar | Wout van Aert      | Vastgoedservice-Golden Palace | 1'00'51 |
| 2       | Rob Peeters        | Vastgoedservice-Golden Palace | + 1'09" |
| 3       | Kevin Pauwels      | Sunweb-Napoleon Games         | z.t.    |
| 4       | Sven Nys           | Crelan-AA Drink               | + 1'17" |
| 5       | Lars van der Haar  | Giant-Alpecin                 | + 1'18" |
| 6       | Laurens Sweeck     | ERA Real Estate-Murprotec     | + 1'39" |
| 7       | David van der Poel | BKCP-Corendon                 | + 1'58" |
| 8       | Julien Taramarcaz  | ERA Real Estate-Murprotec     | z.t.    |
| 9       | Jens Adams         | Vastgoedservice-Golden Palace | + 2'01  |
| 10      | Tom Meeusen        | Telenet-Fidea                 | + 2'15" |
| 11      | 0                  |                               |         |
| 12      | 0                  |                               |         |
| 13      | 0                  |                               |         |
| 14      | 0                  |                               |         |
| 15      | 0                  |                               |         |

| Pos. | Punten |
| ---- | ------ |
| 1    | 80     |
| 2    | 60     |
| 3    | 40     |
| 4    | 30     |
| 5    | 25     |
| 6    | 20     |
| 7    | 17     |
| 8    | 15     |
| 9    | 12     |
| 10   | 10     |
| 11   | 8      |
| 12   | 5      |
| 13   | 4      |
| 14   | 2      |
| 15   | 1      |

### Stand Superprestige
Na 2 wedstrijden (Cyclocross Gieten en Cyclocross Zonhoven) was dit de stand voor de Superprestige:
| Plaats | Naam              | Ploeg                         | Punten |
| ------ | ----------------- | ----------------------------- | ------ |
| 1      | Wout van Aert     | Vastgoedservice-Golden Palace | 30     |
| 2      | Lars van der Haar | Giant-Alpecin                 | 25     |
| 3      | Sven Nys          | Crelan-AA Drink               | 24     |
| 4      | Kevin Pauwels     | Sunweb-Napoleon Games         | 22     |
| 5      | Rob Peeters       | Vastgoedservice-Golden Palace | 21     |
| 6      | Laurens Sweeck    | ERA Real Estate-Murprotec     | 15     |
| 7      | Julien Taramarcaz | ERA Real Estate-Murprotec     | 14     |
| 8      | Tim Merlier       | Vastgoedservice-Golden Palace | 13     |
| 9      | Klaas Vantornout  | Sunweb-Napoleon Games         | 11     |
| 10     | Gianni Vermeersch | Sunweb-Napoleon Games         | 10     |

1958 · 
1959 · 
1960 · 
1961 · 
1962 · 
1963 · 
1964 ·
1965 ·
1966 · 
1967-2004 ·
2005 · 
2006 · 
2007 · 
2008 · 
2010 (februari) ·
2010 (oktober) · 
2011 · 
2012 · 
2013 · 
2014 · 
2015 · 
2016 · 
2017 · 
2018 · 
2019 · 
2020 ·
2021 · 
2022 · 
2023 · 
2024
 Cyclocross Gieten · 
 Cyclocross Zonhoven · 
 Cyclocross Ruddervoorde · 
 Cyclocross Asper-Gavere · 
 GP Région Wallonne · 
 Cyclocross Diegem · 
 Vlaamse Aardbeiencross · 
 Noordzeecross